# Aféndis Christós
Aféndis Christós (en grec : Αφέντης Χριστός, « Seigneur Christ ») est un îlot situé au large de la côte nord de la Crète, sur lequel se trouve une petite chapelle qui lui a donné son nom. Elle est proche d'une plage de la ville de Malia et de l'îlot d'Agia Varvara. Aféndis Christós fait partie du nome d'Héraklion.